# Aeneator marshalli
Aeneator marshalli är en snäckart. Aeneator marshalli ingår i släktet Aeneator och familjen valthornssnäckor. Utöver nominatformen finns också underarten A. m. separabilis.